# كيم كروسبي
كيم كروسبي (بالإنجليزية: Kim Crosby)‏ هي مُدرسة أمريكية، ولدت في 8 ديسمبر 1964 في تالاهاسي في الولايات المتحدة.

## وصلات خارجية
- كيم كروسبي على موقع Racing-Reference.info (الإنجليزية)